# بيني جونز
بيني جونز (بالإنجليزية: Benny Jones)‏ (23 مارس 1920 في المملكة المتحدة - 1 يناير 1972) هو لاعب كرة قدم بريطاني (وحمل سابقاً جنسية المملكة المتحدة لبريطانيا العظمى وأيرلندا) في مركز الهجوم. لعب مع تشيلسي ونادي ترانمير روفرز لكرة القدم ونادي دارتفورد وأكرينجتون ستانلي ‏ وEllesmere Port Town F.C. ‏.